# OUYE坦克电视游戏机
OUYE坦克电视游戏机，是中国大陆开发的游戏机，该游戏在京东金融的众筹平台上进行众筹。但该游戏机与PlayStation 4和Xbox One的外形相似引起了争议，被质疑是抄袭。